# Mt. Beacon Fire Observation Tower
La Mt. Beacon Fire Observation Tower est une tour de guet du comté de Dutchess, dans l'État de New York, dans le nord-est des États-Unis. Située à environ 503 mètres d'altitude dans les Hudson Highlands, elle est protégée dans le Hudson Highlands State Park. Construite en 1931, elle est inscrite au Registre national des lieux historiques depuis le 23 octobre 2009.